# Yudnapinna radicalis
Yudnapinna radicalis är en insektsart som beskrevs av Williams 1985. Yudnapinna radicalis ingår i släktet Yudnapinna och familjen ullsköldlöss. Inga underarter finns listade i Catalogue of Life.